# Pseudocatolaccus aragonensis
Pseudocatolaccus aragonensis är en stekelart som beskrevs av Askew 2001. Pseudocatolaccus aragonensis ingår i släktet Pseudocatolaccus och familjen puppglanssteklar.
Artens utbredningsområde är Spanien. Inga underarter finns listade i Catalogue of Life.